# Akon Arena
Die Akon Arena, ursprünglich Stadion am Dallenberg (im Sprachgebrauch meist Dallenbergstadion, Dalle oder Kickers-Stadion), ist ein Fußballstadion in der unterfränkischen Stadt Würzburg im Bundesland Bayern. Die Anlage ist die vereinseigene Spielstätte der Würzburger Kickers, die momentan in der Regionalliga Bayern spielen. Derzeit dürfen 13.090 Besucher in das Stadion. Zum Stadion gehören ein Nebenplatz sowie ein Kunstrasenplatz.

## Lage und Verkehrsanbindung
Die Anlage liegt auf der westlichen Mainseite im Südwesten Würzburgs zwischen den Stadtteilen Steinbachtal und Heidingsfeld. Mit dem Auto oder Bus ist das Stadion über die A3-Abfahrt Würzburg-Heidingsfeld innerhalb weniger Minuten zu erreichen. Etwa 800 Parkplätze stehen direkt am Stadion kostenfrei zur Verfügung. Mit dem ÖPNV ist das Stadion über die Straßenbahnlinien 3 und 5 direkt vom Hauptbahnhof aus zu erreichen (Haltestelle Dallenbergbad).

## Geschichte
Nach der Gründung 1907 spielte der FC Würzburger Kickers am Kugelfang auf dem Würzburger Galgenberg, ab 1909 war der Verein in der Sanderau beheimatet. Der dortige Sportplatz an der Randersackerer Straße musste wegen stadtplanerischer Veränderungen aufgegeben werden. Unter den Vereinsvorsitzenden Julius Bächer und Josef Metzger bauten die Würzburger Kickers auf der gegenüberliegenden Mainseite auf dem Dallenberg ab Mitte der 1960er Jahre ein neues Stadion. Architekt war Jupp Schunk, Bauherr Balthasar Höhn. Die Errichtung wurde durch Zuschüsse von Stadt, dem Land Bayern und dem Bund, vor allem aber auch durch Spenden und durch Arbeitsleistungen von Mitgliedern finanziert.
Nach Erstellung der Haupttribüne mit 4000 Zuschauern wurde das Stadion am 15. August 1967 mit einem Freundschaftsspiel gegen den Bundesligisten 1. FC Kaiserslautern eingeweiht. Die Bauarbeiten zogen sich noch einige Jahre hin, so wurden erst 1975 die letzten Stehplätze fertiggestellt. Während der Fußball-Weltmeisterschaft 2006 war das Stadion Trainingsgelände der Nationalmannschaft Ghanas. Dafür wurde eigens ein neuer Rasen verlegt. Ein Testspiel zwischen Ghana und dem VfB Stuttgart sahen 6000 Zuschauer. Das Stadion trug seit dem 9. März 2013 offiziell den Namen Flyeralarm Arena.

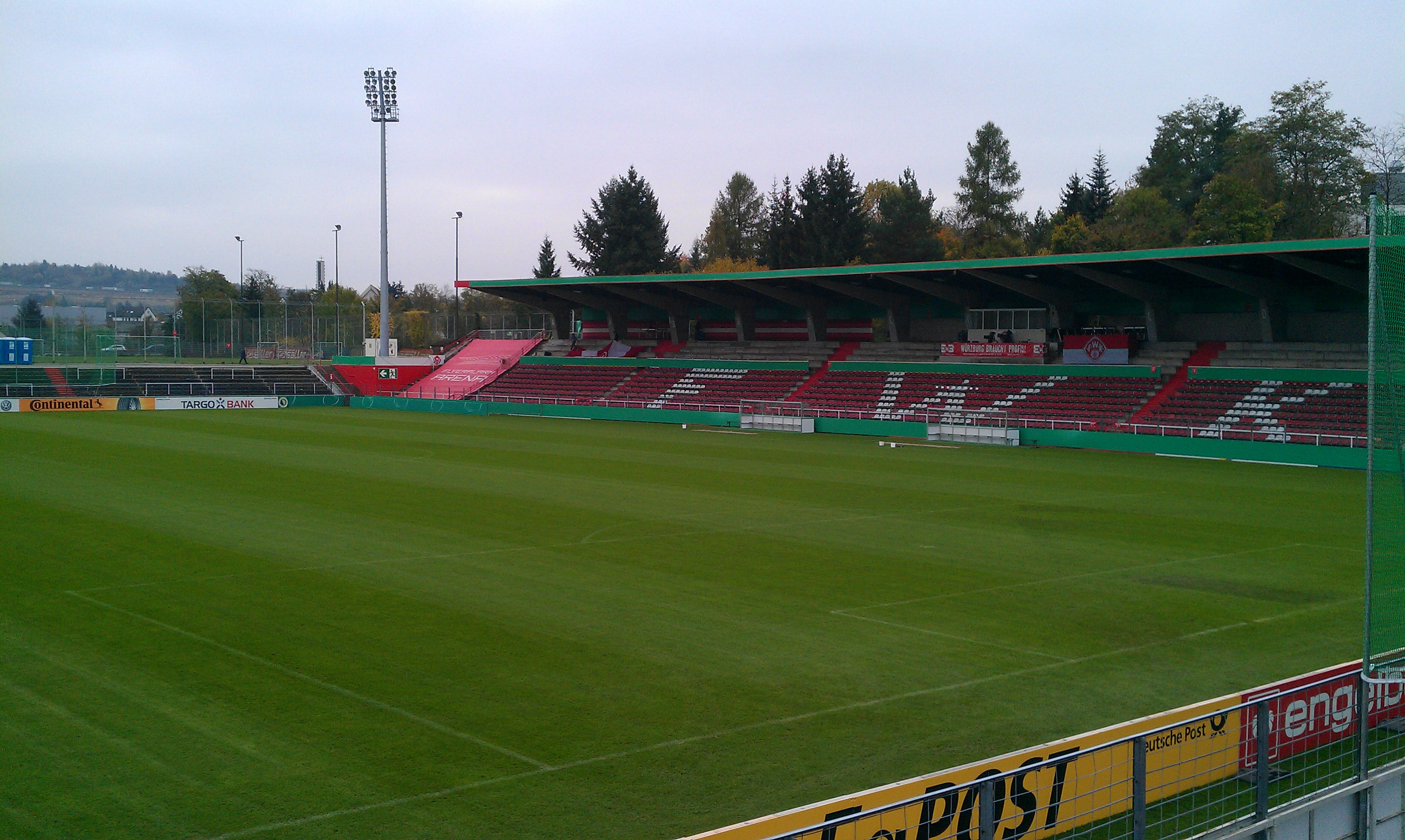
Die Haupttribüne im Jahr 2014

Am 23. Juni 2013 erlangte das Stadion mit Stattfinden des Benefizspiels zwischen den aus Prominenten – insbesondere aus dem deutschen Spitzensport – zusammengestellten Mannschaften Dirk Nowitzki All Stars und Manuel Neuer & Friends zugunsten der Organisation LitCam bundesweite Aufmerksamkeit. Das Spiel besuchten 10.800 Zuschauer im Stadion und wurde vom Privatsender Kabel1 live im Fernsehen übertragen.
Zur Zweitligasaison 2016/17 musste das Stadion erneut ausgebaut und modernisiert werden. Auf der Haupttribüne wurde ein neuer Block Z mit insgesamt 224 Sitzplätzen errichtet, welcher erst einen Tag vor dem ersten Heimspiel fertiggestellt wurde. Hierfür musste auch das Dach der Haupttribüne erweitert werden. Auf der Gegengeraden wurde eine Stahlrohrkonstruktion errichtet, wodurch die Anzahl der Stehplätze auf 10.100 erhöht wurde. Das im Jahr zuvor errichtete VIP-Zelt wurde um ein Obergeschoss erweitert, zudem wurde unter dem Spielfeld eine Rasenheizung installiert und neuer Rasen verlegt. Die Arbeiten kosteten etwa 2 Millionen Euro.
Im Juni 2018 erteilte die Stadt die Baugenehmigung zur Erweiterung des Stadions. Momentan dürfen 10.006 Besucher in die Arena. Durch den Ausbau werden 3.084 zusätzliche Plätze zur Verfügung stehen und die Gesamtkapazität auf 13.090 erhöhen. Zunächst müssen aber Schallschutzmaßnahmen errichtet werden, bevor die neue Grenze gilt. Das Genehmigungsverfahren dauerte fast zwei Jahre, da der Verein den Antrag immer wieder, zuletzt im März 2019 wegen des Schallschutzes, ändern musste. Mit der Genehmigung ist eine zeitliche Begrenzung der Nutzung verbunden. Nach 22:00 Uhr darf das Stadion nicht mehr genutzt werden. Ein Ligaspiel müsste demnach spätestens um 19:30 Uhr beginnen. Damit können auch die neueingeführten Montagsspiele in der 3. Liga stattfinden. Pokalspiele müssten wegen einer möglichen Verlängerung um 18:30 Uhr angepfiffen werden.
Für die Saison 2020/21 meldete der Drittligaaufsteiger Türkgücü München das Stadion als „uneingeschränkt verfügbare Spielstätte“ für seine Heimspiele. Die Heimspiele wurden jedoch in München im Grünwalder Stadion oder im Olympiastadion ausgetragen.

## Ausstattung
Das Stadion besitzt drei separate Zugänge, einen an der nördlichen Ecke und einen an der westlichen Ecke sowie den Gästezugang direkt vom Parkplatz hinter der Gegengeraden.
Die Haupttribüne ist der einzige Zuschauerbereich des Stadions, der vollständig überdacht ist. 3000 Sitzplätze befinden sich hier in den Blöcken A bis E sowie dem Block Z.
Die übrigen Tribünen rund um das Spielfeld bieten ausschließlich Stehplätze und sind nicht überdacht. Durch die zur Mitte hin leicht nach außen zulaufenden Tribünen auf der Seite der Stehhalle sowie der Gegengeraden bekommt das Stadion eine achteckige Optik, hierdurch ist im Innenraum an beiden Spielfeldseiten Platz für die Coachingzonen und Reservebänke. An der Mittellinie sind die Tribünen, durch diese Bauweise bedingt, einige Meter weiter von der Seitenlinie entfernt als in der Nähe der Torauslinien.
An der Nordwestseite des Spielfelds befindet sich hinter der Tribüne ein Restaurant, von dessen Terrasse das Spielgeschehen beobachtet werden kann. Seit dem Jahr 2014 befindet sich, ebenfalls auf der Nordwestseite und an das Restaurant anschließend, ein V.I.P.-Bereich in Zeltbauweise, der für Catering und Betreuung der Sponsoren und Ehrengäste genutzt wird. Unter dem Restaurant- und V.I.P.-Bereich befinden sich die Umkleiden, Massageräume und ein Saunabereich mit Entmüdungsbecken.
Eine Genehmigung zum Errichten einer fernsehtauglichen Flutlichtanlage für das Hauptfeld des Stadions wurde dem Verein am 23. September 2014 seitens der Stadt Würzburg erteilt. Die Anlage, bestehend aus vier Masten mit einer Beleuchtungsstärke von 800 Lux, wurde im Oktober 2014 fertiggestellt, der höchste der Masten misst eine Höhe von 32 Metern. Die Nebenplätze des Stadions, jeweils einer mit Rasen- und einer mit Kunstrasenbelag, sind mit Flutlichtanlagen ausgestattet und werden insbesondere zu Trainingszwecken sowie von den Perspektivteams genutzt.

## Namenssponsoring

Logo bis 2023

Der Sponsor und Namensgeber war seit März 2013 das ortsansässige Druckereiunternehmen Flyeralarm. Im Juli 2019 einigten sich der Verein und das Unternehmen auf eine langfristige Verlängerung des Namensvertrags bis in das Jahr 2030. Anfang März 2023 wurde Akon, ein Veranstalter von gesundheitsfördernden Präventionsreisen, neuer Namensgeber des früheren Dallenbergstadions. Die Spielstätte trägt die Bezeichnung Akon Arena (Eigenschreibweise: AKON ARENA). Seit Anfang der Saison 2022/23 ist Akon auch Trikotsponsor der Kickers.

## Trivia
- Die Sitzschalen auf der Haupttribüne stammen zum Teil aus dem Fritz-Walter-Stadion in Kaiserslautern sowie aus der Brose Arena in Bamberg.
- Der Zuschauerrekord von 13.080 Zuschauern wurde am 7. November 2016 bei einem Zweitligaspiel der Würzburger Kickers gegen den FC St. Pauli (1:0) aufgestellt.[12] Damit wurde der bisherige Rekord von 12.617 Zuschauern vom 27. Mai 1976 beim meisterschaftsentscheidenden Spiel der Bayernliga zwischen dem FV 04 Würzburg und dem FC Wacker München abgelöst.
- Aufgrund der zu diesem Zeitpunkt noch nicht installierten Rasenheizung musste das Drittligaspiel am 22. Spieltag der Saison 2015/16 wegen Unbespielbarkeit des Platzes abgesagt werden.[13]